# Gare de Dannes – Camiers
Gare de Dannes - Camiers – stacja kolejowa w Camiers, w departamencie Pas-de-Calais, w regionie Hauts-de-France, we Francji.
Jest stacją Société nationale des chemins de fer français (SNCF), obsługiwaną przez pociągi TER Nord-Pas-de-Calais.

## Położenie
Znajduje się na wysokości 30 m n.p.m., na km 233,673 Longueau – Boulogne, pomiędzy stacjami Étaples - Le Touquet i Neufchâtel-Hardelot.